# Otto Georg Veldtmann
Otto Georg Veldtmann (* 28. Januar 1685 in Groningen; † 11. Oktober 1746 nahe Roucoux) war ein niederländischer Generalmajor.

## Leben

### Familie
Veldtmann wurde am 29. Januar 1685 in der Neuen Kirche (Nieuwe Kerk) in Groningen getauft. Seine Eltern waren der Ratsherr Hendricus Fickens Veldtman und Clara Barlinckhof. Er vermählte sich 1708 mit Willemina Robers (1686–1745). Aus der Ehe gingen wenigstens vier Kinder hervor.

### Laufbahn
Veldtmann war Offizier der Generalstaaten. Am 10. Mai 1707 avancierte er zum Kapitän und am 1. März 1717 zum Oberstleutnant. Vom 27. September 1728 bis 7. November 1739 war er Kommandeur des Regiments Oranje-Stad en Lande. Am 13. November 1739 erfolgte seine Beförderung zum Oberst und am 1. Januar 1742 die zum Generalmajor. Er war Kommandant von Emden und der Festung Leerort. Graf von Podewils erwirkte als preußischer Gesandter im Haag, nachdem Ostfriesland an Preußen gekommen war, den Abzug der Niederländer. Er nahm nun in Brabant am Österreichischen Erbfolgekrieg teil und ist in der Schlacht bei Roucourt gefallen.